# Черна мряна
Черната мряна (Barbus petenyi), наричана също балканска мряна, е вид лъчеперка от семейство Шаранови (Cyprinidae).

## Разпространение и местообитание
Разпространен е в басейна на долното течение на Дунав, в северна и южна България и южна Румъния, както и в басейните на някои черноморски реки като Камчия.
Обитава придънните слоеве на водоемите. През пролетта слиза към по-дълбоките части на реките, а през лятото се изтегля нагоре, към по-бързите течения.

## Описание
Живее на пасажи. Обикновено в тях рибките са от едно люпило и затова на едно място по време на риболов се ловят риби с едни и същи размери. Черната мряна рядко надхвърля 35 cm на дължина, а теглото ѝ може да достигне и до 1 кг. Цветовете на мряната силно зависят от околната среда. Най-често рибата е златиста, изпъстрена със ситни тъмни петънца. Ако обаче дъното е повече каменисто, отколкото песъчливо, се срещат и сребристи екземпляри. Гърбът при черната мряна винаги е тъмен. Плавниците най-често са жълтеникави на цвят, но ако рибата е в брачен период, могат да бъдат и чисто оранжеви. Характерна за балканската мряна е аналната перка, която е силно прибрана към тялото. От другите видове мрени – от бялата – Barbus barbus, маришката – Barbus cyclolepis, и резовската – Barbus tauricus, я отличава последният удебелен лъч в гръбната перка. При черната мряна той е мек и не е назъбен в задния си край. Главата на рибата е малко източена и удължена. Устата е долна с месести и здрави устни, гарнирани с два чифта мустачки. Първата двойка мустачки е в ъглите на устата и са по-големи. Втората двойка се намират на върха на муцуната и са по-малки.